# Justizvollzugsanstalt Mühldorf
Die Justizvollzugsanstalt Mühldorf liegt in der Stadt Mühldorf am Inn in Oberbayern.
Die Justizvollzugsanstalt in Mühldorf wurde in den Jahren 1965/1967 als Amtsgerichtsgefängnis am östlichen Stadtrand erbaut. Sie ist seit 1989 verwaltungsmäßig der Justizvollzugsanstalt Landshut angegliedert.
Die Justizvollzugsanstalt Mühldorf war von 2013 bis 2017 die zentrale bayerische Einrichtung für die Abschiebungshaft für Frauen und Männer, sie ist heute wieder als Anstalt für den Vollzug von Untersuchungshaft und Strafhaft für Gefangene aus dem Amtsgerichtsbezirk Mühldorf am Inn konzipiert. Sie verfügt über 82 Haftplätze.